# 히로코 내친왕
히로코 내친왕(일본어: 凞子内親王 ひろこないしんのう[*], 겐큐 2년 (1205년) - 몰년 미상)은 가마쿠라 시대 중기의 황족이다. 고토바 천황의 황녀이고, 어머니는 탄바노츠보네이다. 준토쿠 천황 시기의 이세 재궁이다. 후카쿠사 사이구(深草斎宮) 또는 오오타니 사이구(大谷斎宮)로 불렸다.

## 약력
겐포 3년 (1215년) 3월 14일, 준토쿠 천황의 즉위에 따라 11세의 나이로 재궁에 복정되었다. 같은 해 9월 21일, 사콘에후에 첫 재원 입성하였다. 겐포 4년 (1216년) 9월 20일, 노노미야에 들어갔다. 겐포 5년 (1217년) 9월 14일, 이세에 군행하였다. 겐포 6년 (1218년) 2월 14일에 준삼후에 봉해졌다. 조큐 3년 (1221년) 4월 20일, 준토쿠 천황의 양위에 의해 17세의 나이로 재궁에서 내려왔고, 같은 해 8월 21일에 귀경하였다. 간기 2년 (1230년) 1월 28일에 26세의 나이로 출가했다.
재궁직에서 물러난 후의 소식은 『메이게츠키(明月記)』에 자주 등장해, 후지와라노 사다이에나 신기백가와 친한 관계에 있었던 것이 알려지지만, 덴푸쿠 원년 (1233년), 29세의 무렵의 기사를 마지막으로 등장하지 않는다. 또 이듬해에 태어난 기시 내친왕 (츄쿄 천황의 남겨진 아이. 후의 카토쿠몬인/와토쿠몬인)을 양육했다는 이야기도 전해지고 있으나, 그 후의 소식은 알 수 없다.